# 青衣城

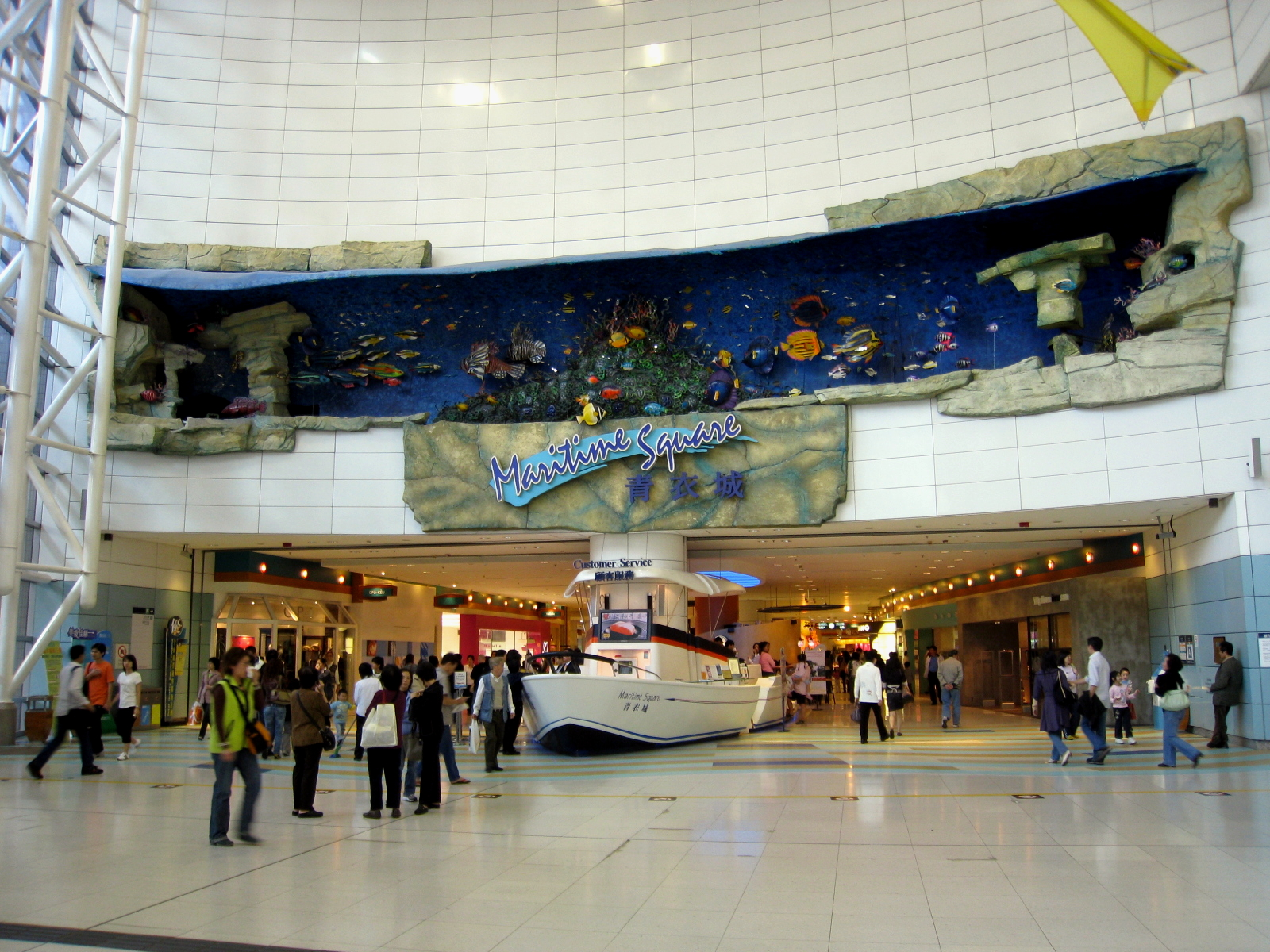
翻新前青衣城1入口（2008年）

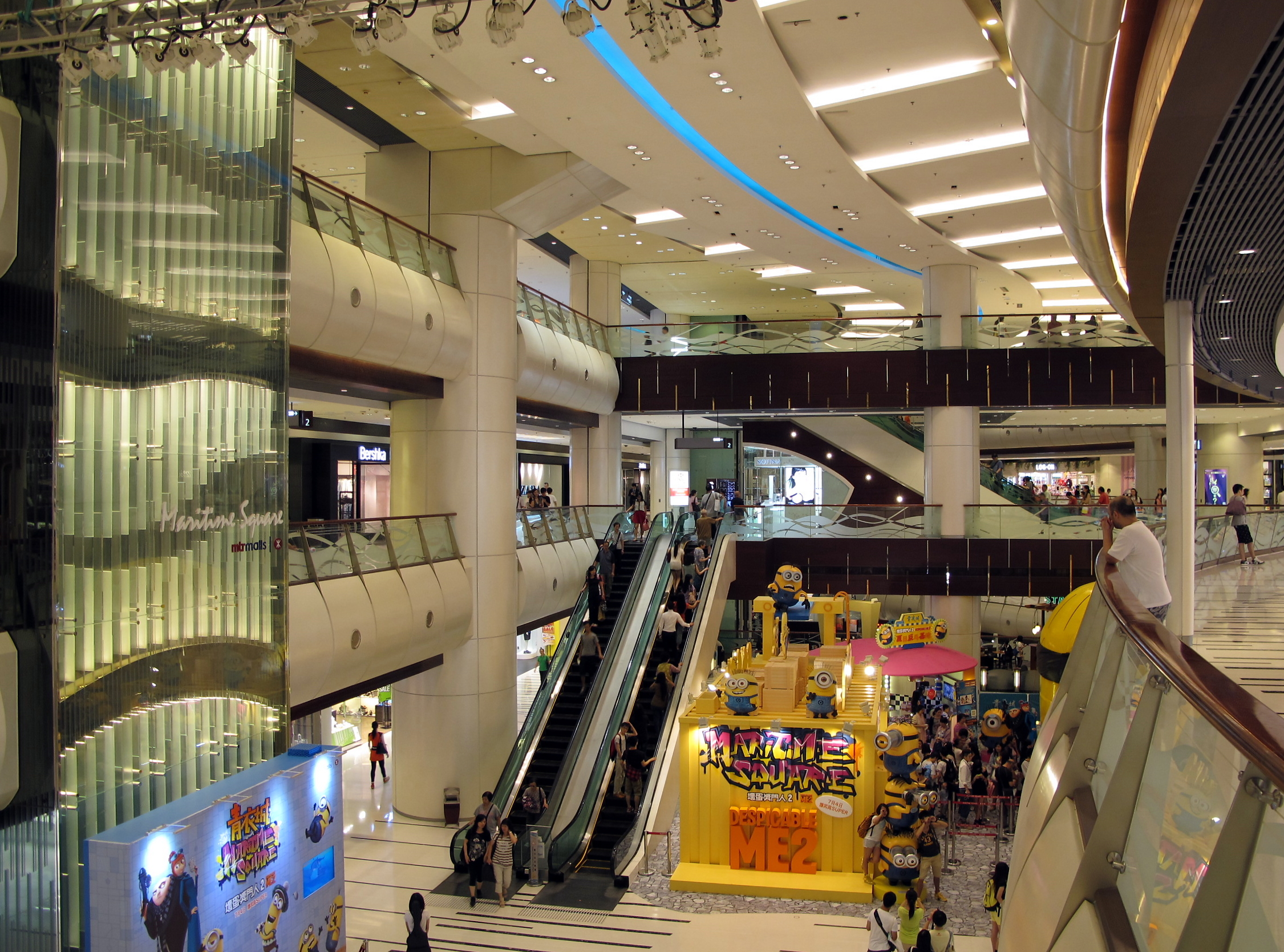
青衣城1中庭

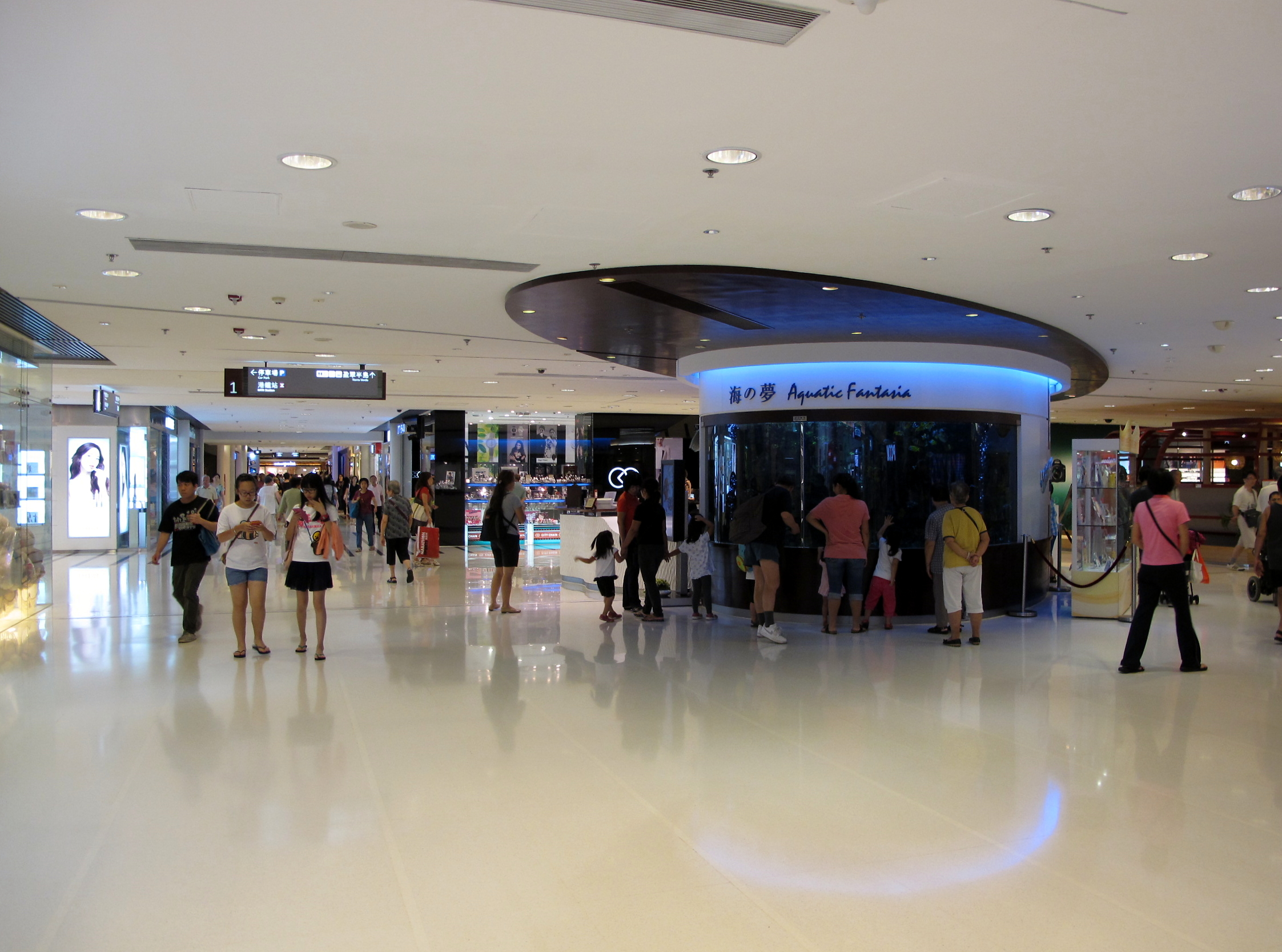
一期商場一樓大型魚缸「海の夢」內養植了不少熱帶魚類

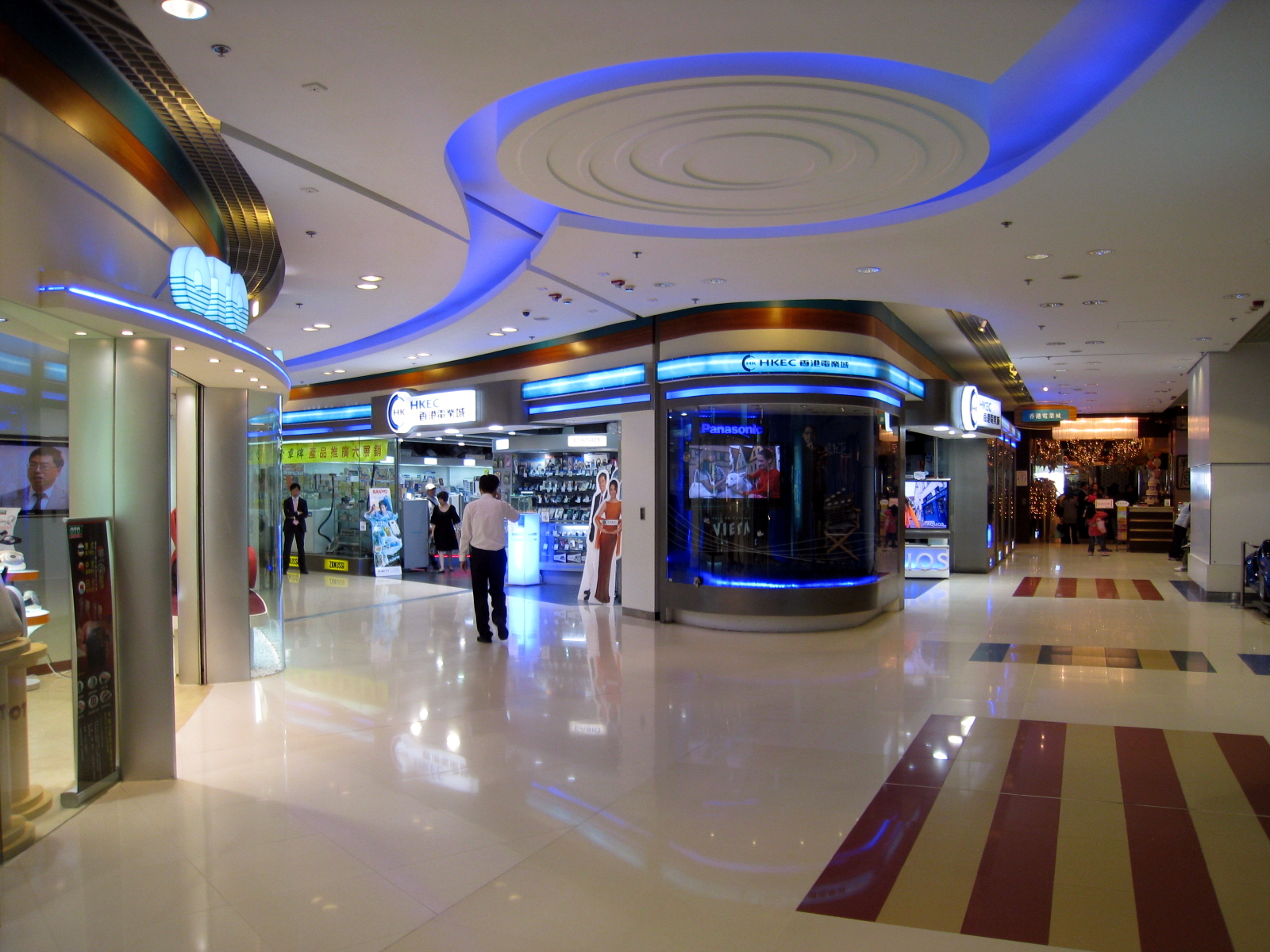
一期商場三樓為電器用品集中地

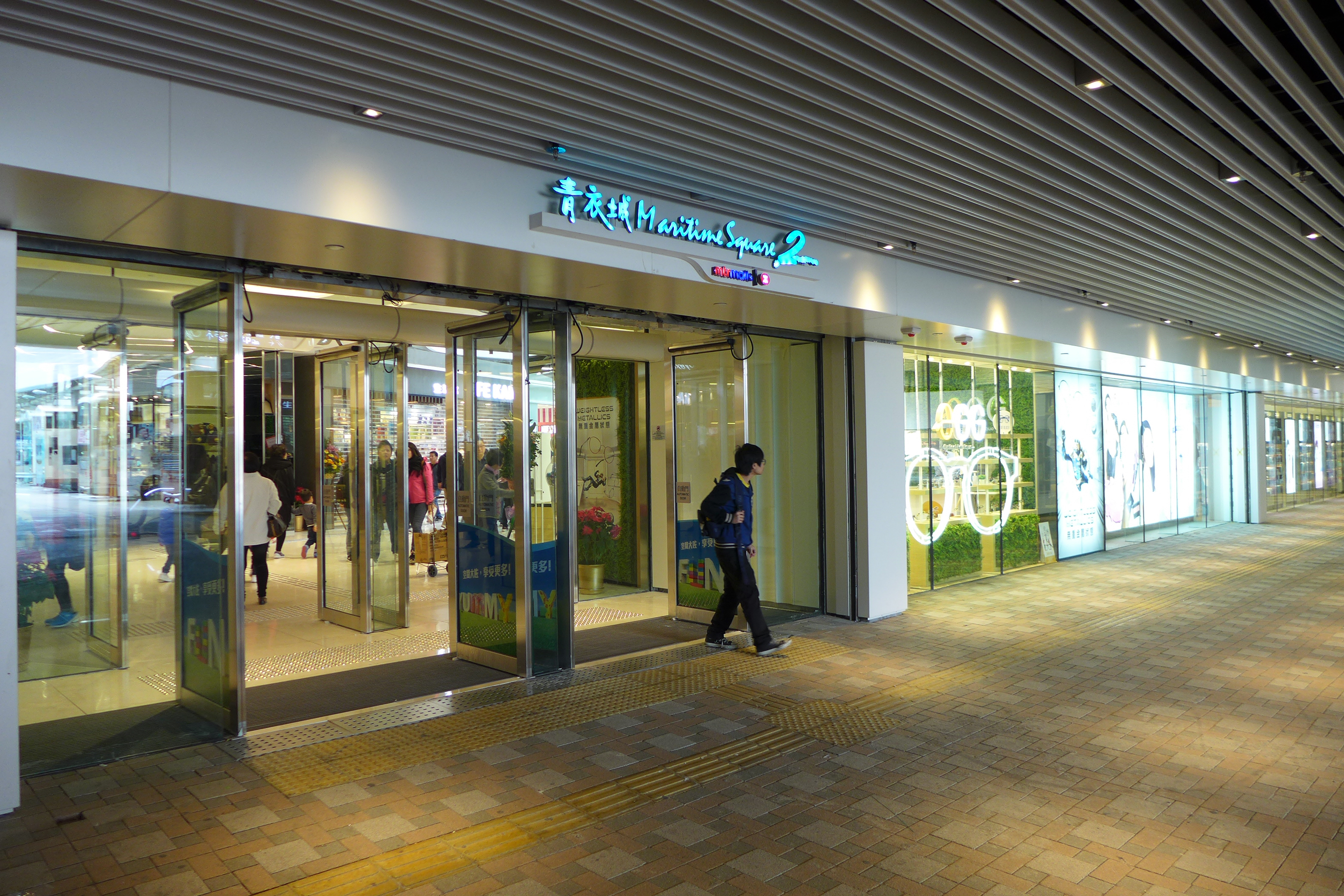
青衣城2入口

青衣城（英語：Maritime Square）是香港大型商場之一，與香港新界青衣島青衣站相連，於1999年4月1日開張，1期及2期總面積為58萬平方呎，共有逾170多間商舖，兩期均設有時租停車場(1期車位較多),並設有商場消費泊車優惠，屬港鐵公司旗下的物業之一。

## 簡介

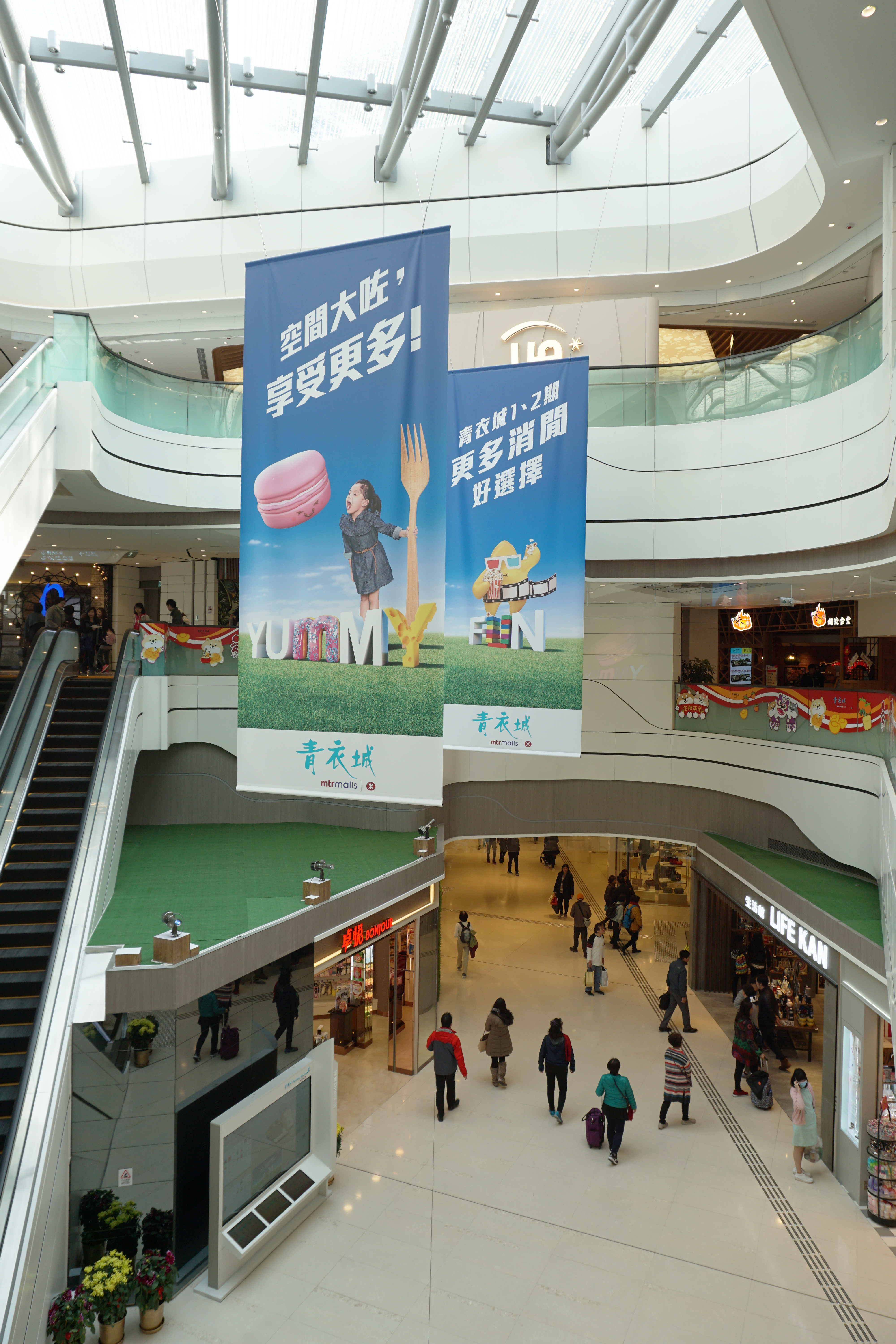
青衣城2中庭

青衣城商場興建時，馬莎百貨曾希望租用該商場一樓20,000方呎樓面，地點正是「舊墟」主題街位置；為吸引遊客注意，後設「舊墟」主題街。主題街佔地20,000多尺，以昔日香江景物佈置。多條香港傳統街道均有在「舊墟」展示，包括赤柱大街、雀仔街、渣甸坊﹑石板街、廟街、女人街及中環鬧市的舊貌。租戶包括傳統工藝、地道小食及掌相命理等。商場表示該處能為小本經營者帶來創業機會。不過由於當年經濟欠佳，租金收益未如理想，原址在2001年8月分拆為7間舖位，當中包括運動家承租7000方呎，恒生銀行租用了2,000方呎，Bauhaus租了1,000方呎 ，其他租戶包括4間旅行社。

現時青衣城的戲院遷入青衣城2。港鐵於2014年1月底就運輸交匯處樓面改裝為商場完成補價，涉額約12.61億元。 青衣城2工程更是港鐵第一個獨資發展的商場項目，總投資額約20億元。工程於2014年展開，於2017年12月16日正式對外開放。場內佔地超過29,000呎，設6個影廳的UA戲院，商店有35間，面積由200至800呎不等，食肆面積由3000至10000呎不等，當中大多為青衣城1的地下商戶遷入。商場在2018年2月7日舉行開幕禮。

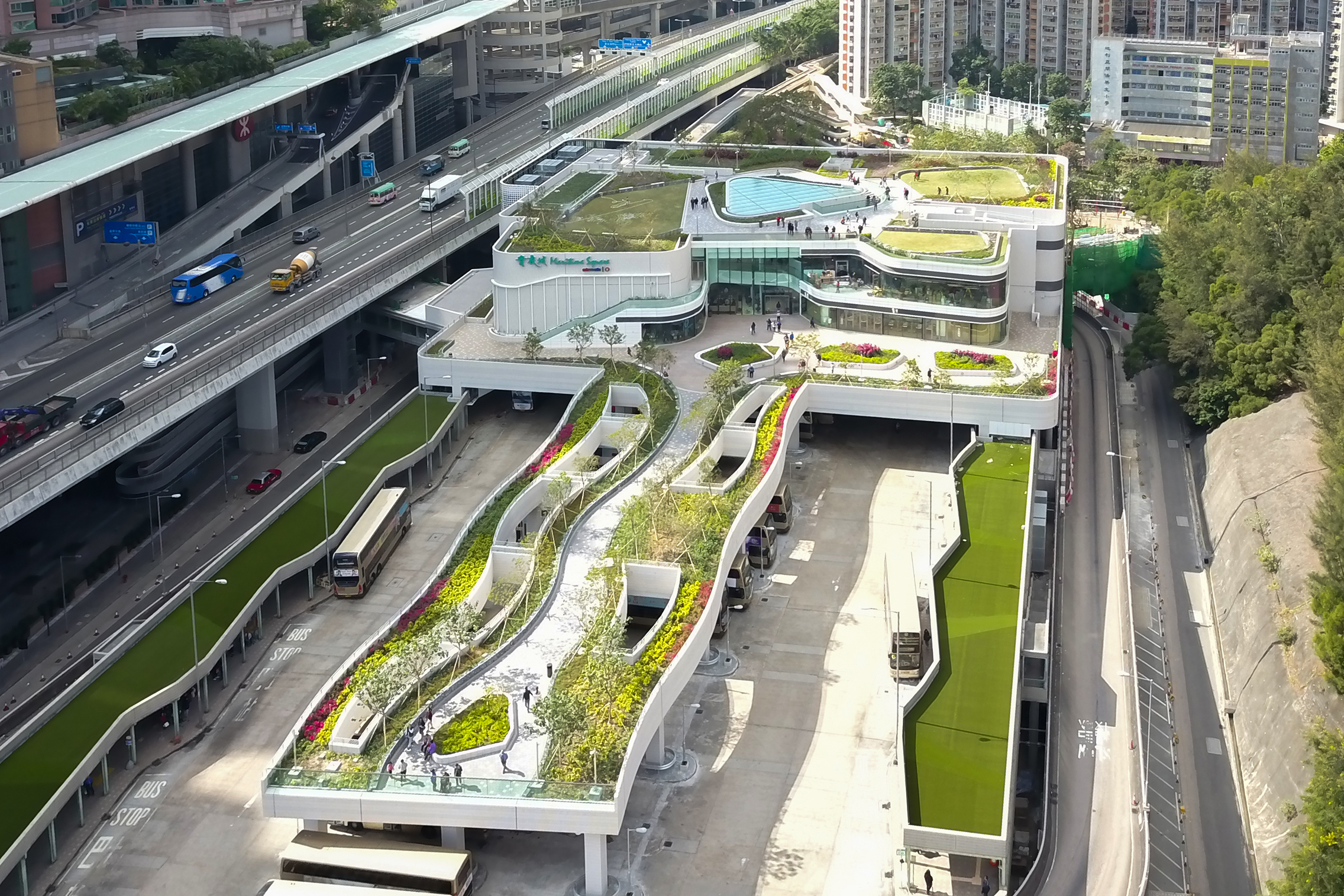
青衣城2外貌

## 商場設計
一期

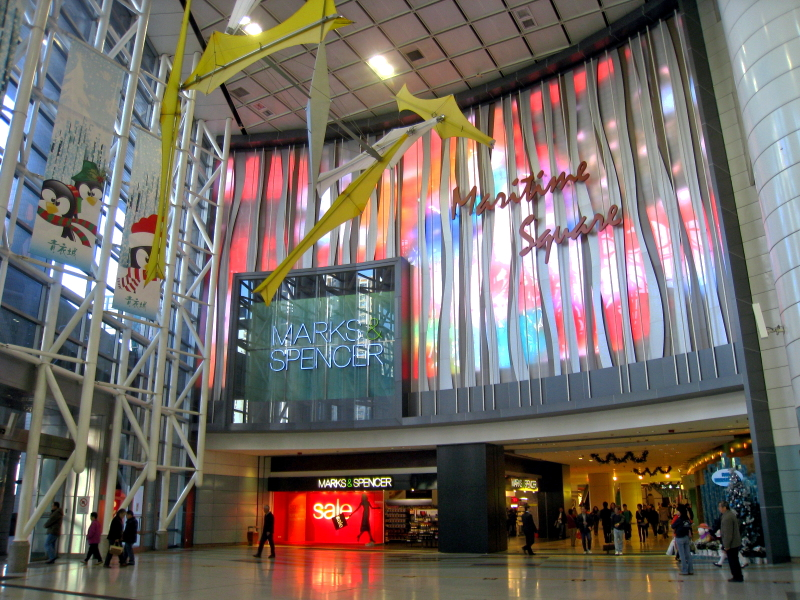
2009年青衣城入口曾進行翻新，到2017年再翻新時停用外牆的動畫裝置，並改為白色

青衣城主題以海洋及航海為主。關仕明表示，利用科技和卡通人物吸引遊客，希望把迪士尼概念率先帶到香港。當年地鐵公司亦挖盡心思，設計出卡通人物「柏力船長」作為商場吉祥物。
當年商場中庭亦設全港首創室內動感3D奇幻影音表演「深海搜奇」，包括五段故事經歷，每個故事長約3至5分鐘。該影音表演已在2000年代初結束。
商場1至3樓亦設20專賣亭。當年商場內亦設置大型屏幕，顯示航機資料。
自2008年至2010年開始翻新後，青衣城大部份原有的設計概念及特色已經蕩然無存，取而代之為各大名牌店舖。

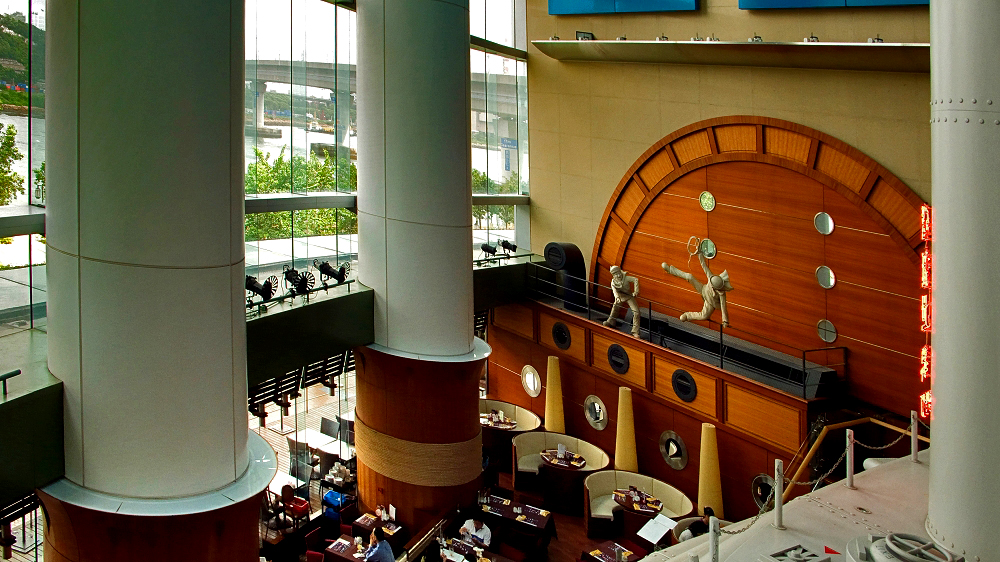
扒王之王潛艇世界 (已結業)
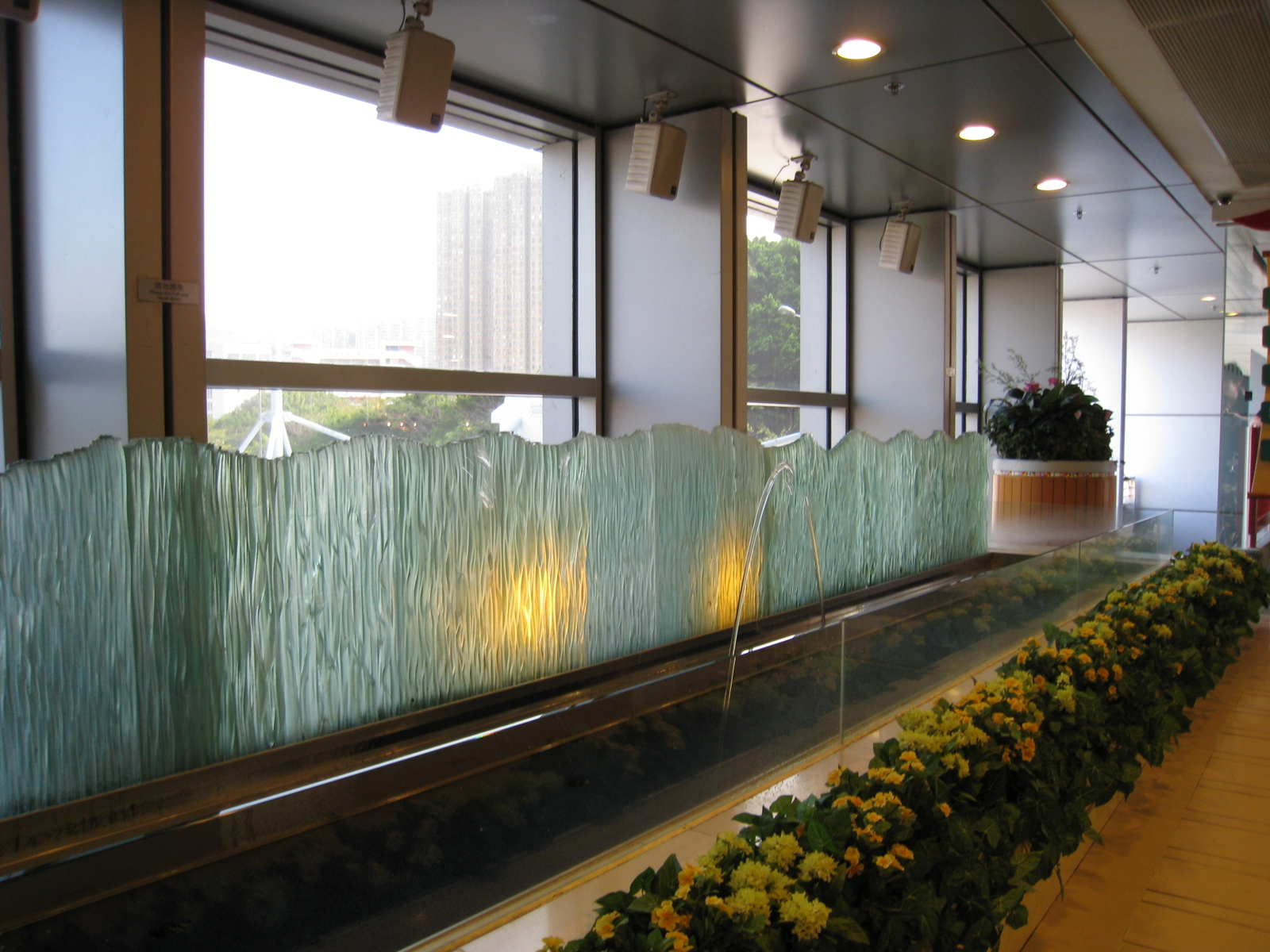
1樓近青敬路出口曾設「叮噹泉」為跳躍噴泉，不過商場翻新後已拆除，並改為商店。

二期
青衣城2是把現存的貨車停車場及公共運輸交匯處改造和加建成1萬平方米、4層樓高的商場。青衣城2的設計概念是創造一個逾5,000平方米的戶外平台及天台花園。

## 新聞事件

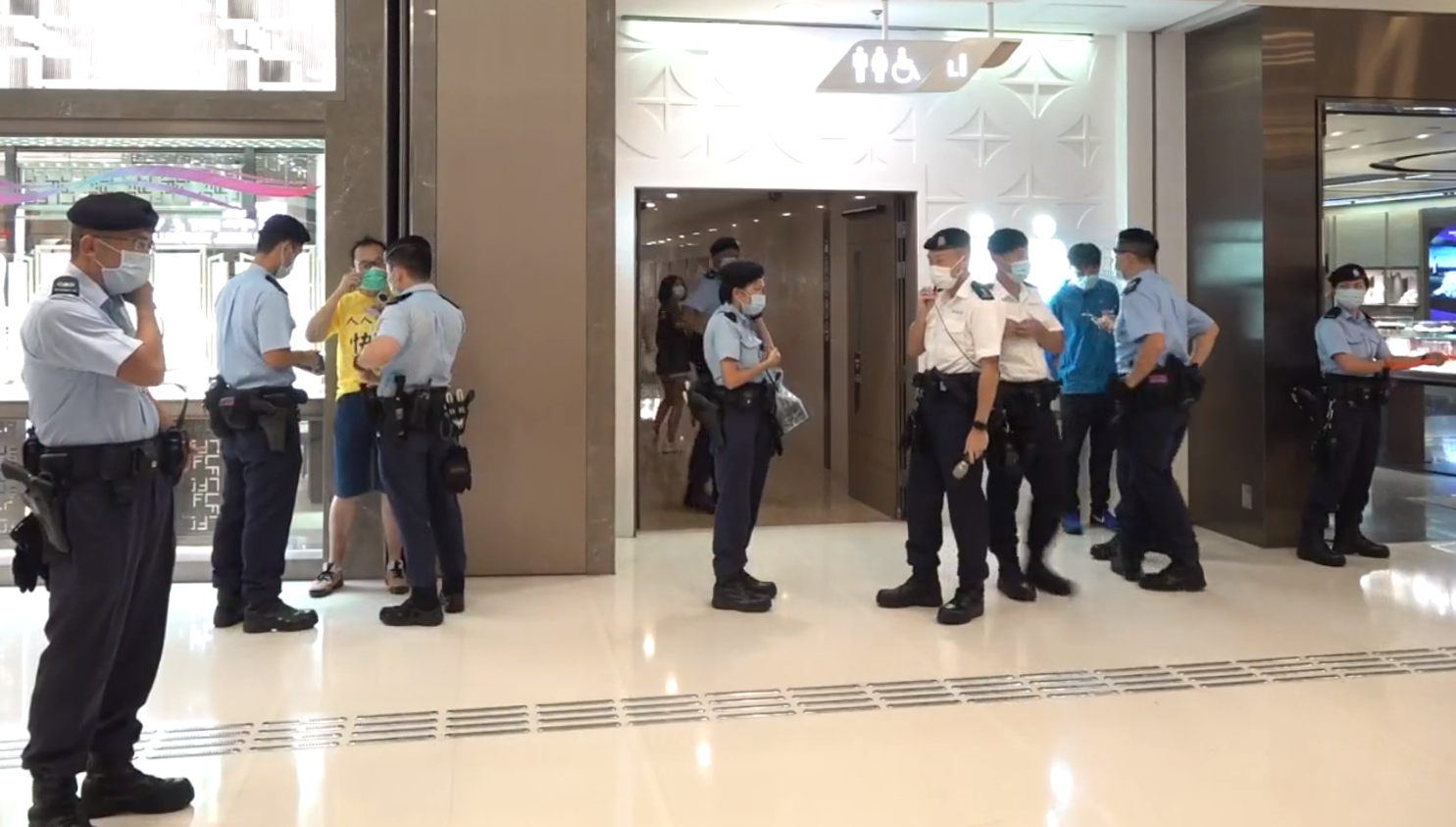
2020年9月20日，多名機動部隊警員到場，截查「Lunch哥」David和一名身穿黃衫，寫上「人人都係快必」的中年男子

2015年6月10日，一名曾於5月23-27日於南韓首爾旅遊的年輕女性因發熱、流鼻涕、咳嗽而來到青衣站的卓健醫療中心屬下診所就診，被懷疑感染中東呼吸綜合症（MERS）。診所方面通知衛生防護中心後，疑似患者於下午12時40分左右被送往瑪嘉烈醫院隔離，診所亦被穿防護服人士封鎖並進行消毒。地下的診所為此關門兼拉封鎖線，鄰近兩間醫療中心也封閉，消息在親子網站傳開後惹起恐慌，在附近落校車的學童及接放學的家長幾乎都戴口罩，青衣城人流稀疏，原本在青衣城舉辦的區議會活動亦取消，不少人到商場都戴口罩。
2019年10月1日，時值反對逃犯條例修訂草案運動，本港多個大型商場罕有地在發生示威活動前一日在公布10月1日暫停營業，港鐵屬下的圓方、德福廣場、連城廣場及青衣城亦在facebook公布暫停營業，商場各出入口及停車場亦關閉。
2020年9月20日，網民發起晚上7時許在青衣城中庭舉行「和你 Dinner」活動，「Lunch哥」李國永和一名身穿黃衫，寫上「人人都係快必」的中年男子到場。他們一邊舉起手勢，一邊用咪大叫「五大訴求，缺一不可」、「香港人反抗」及「撐手足」等政治訴求。20分鐘後，多名機動部隊警員到場，並在洗手間出入口拉起封鎖線，截查2名在場人士。期間警員也上了2樓，要求在場圍觀的市民離開，警告他們有機會違反限聚令。

## 外部連結
- 官方网站：青衣城